# Бътлър (окръг, Канзас)
Вижте пояснителната страница за други значения на Бътлър.
Окръг Бътлър (на английски: Butler County) е окръг в щата Канзас, Съединени американски щати. Площта му е 3745 km², а населението - 63 147 души. Административен център е град Ел Дорадо.